# Марьевка (Новоспасский район)
Марьевка — село в Новоспасском районе Ульяновской области в составе Красносельского сельского поселения.

## География
Находится на правом берегу реки Сызранка на расстоянии примерно 22 километра по прямой на восток от районного центра поселка Новоспасское.

## История
В 1926 году в деревне было 155 дворов, 694 жителя. В 1990-е годы отделение коопхоза им. Горького.

## Население
Население составляло 51 человек (русские 98%) в 2002 году, 32 по переписи 2010 года.

## Достопримечательности
- Марьевское обнажение и солончаковый балочный комплекс — памятник природы расположен на территории к югу от с. Марьевка в Новоспасском районе, долине р. Сызранка[4].
- Степная балка — памятник природы расположен южнее с. Марьевка Новоспасского района Ульяновской области[5].